# Blechnum chambersii
Blechnum chambersii är en kambräkenväxtart som beskrevs av Mary Douglas Tindale.
Blechnum chambersii ingår i släktet Blechnum och familjen Blechnaceae. Inga underarter finns listade i Catalogue of Life.